# (2618) Coonabarabran
(2618) Coonabarabran – planetoida z grupy pasa głównego asteroid okrążająca Słońce w ciągu 5 lat i 97 dni w średniej odległości 3,03 j.a. Została odkryta 25 czerwca 1979 roku w Obserwatorium Siding Spring w Australii przez Eleanor Helin i Schelte Busa. Nazwa planetoidy pochodzi od miejscowości Coonabarabran w stanie Nowa Południowa Walia, w pobliżu której znajduje się Obserwatorium Siding Spring. Przed nadaniem nazwy planetoida nosiła oznaczenie tymczasowe (2618) 1979 MX2.